# Großsteingräber bei Schwarbe
Die Großsteingräber bei Schwarbe sind drei nur in Resten erhaltene megalithische Grabanlagen der jungsteinzeitlichen Trichterbecherkultur bei Schwarbe, einem Ortsteil von Altenkirchen im Landkreis Vorpommern-Rügen (Mecklenburg-Vorpommern).

## Forschungsgeschichte
Die Existenz der Gräber wurde in den 1820er Jahren durch Friedrich von Hagenow erfasst und ihre Lage auf der 1829 erschienenen Special Charte der Insel Rügen vermerkt. Von Hagenows handschriftliche Notizen, die den Gesamtbestand der Großsteingräber auf Rügen und in Neuvorpommern erfassen sollten, wurden 1904 von Rudolf Baier veröffentlicht. Die Anlagen bei Schwarbe wurden dabei nur listenartig aufgenommen. Von späteren Forschern wie Ernst Sprockhoff, Ewald Schuldt und Hans-Jürgen Beier wurden die Gräber als zerstört geführt (Schuldt und Beier führen sie irrtümlich unter der Ortsangabe „Schworbe“). Tatsächlich sind aber noch Reste erhalten. Bei Grab 1 wurde im Mai 2007 eine Notbergung unter der Leitung von Bernd Wollschläger vom Landesamt für Kultur und Denkmalpflege Mecklenburg-Vorpommern durchgeführt.

## Lage

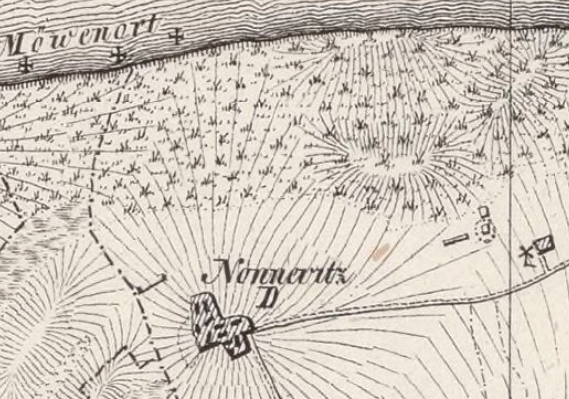
Die Großsteingräber bei Schwarbe (rechts) und das Großsteingrab Nonnevitz auf Friedrich von Hagenows Special Charte der Insel Rügen

Die Gräber befinden sich westlich von Schwarbe Siedlung am Rand eines Waldstücks. Grab 1 ist das westlichste. Grab 2 liegt etwa 80 m östlich hiervon und Grab 3 20 m nördlich von Grab 1.

## Beschreibung

### Grab 1
Nach von Hagenows Liste und der Kartensignatur besaß Grab 1 ein ostnordost-westsüdwestlich orientiertes Hünenbett. Bei der Grabkammer dürfte es sich um einen Großdolmen gehandelt haben. Heute ist noch ein zerflossener länglicher Hügel erhalten, auf dem mehrere größere Steine und Steinfragmente liegen. Das genaue ursprüngliche Aussehen der Anlage lässt sich nicht mehr rekonstruieren.

### Grab 2
Nach von Hagenow handelte es sich bei Grab 2 um einen wohl nord-südlich orientierten Großdolmen mit einer ovalen steinernen Umfassung. Zu den Maßen liegen keine Angaben vor. Heute ist nur noch ein angeschnittener länglicher Hügel vorhanden. Steine sind nicht mehr erkennbar. In der Bodendenkmalliste des Landes Mecklenburg-Vorpommern wird die Anlage als Hügelgrab geführt.

### Grab 3
Nach von Hagenow handelte es sich bei Grab 3 um einen Großdolmen ohne steinerne Umfassung. Zur Ausrichtung und den Maßen liegen keine Angaben vor. Heute ist noch ein Hügel erkennbar, auf dem mehrere Steine liegen. In der Bodendenkmalliste des Landes Mecklenburg-Vorpommern wird die Anlage als Hügelgrab geführt.